# هومینی

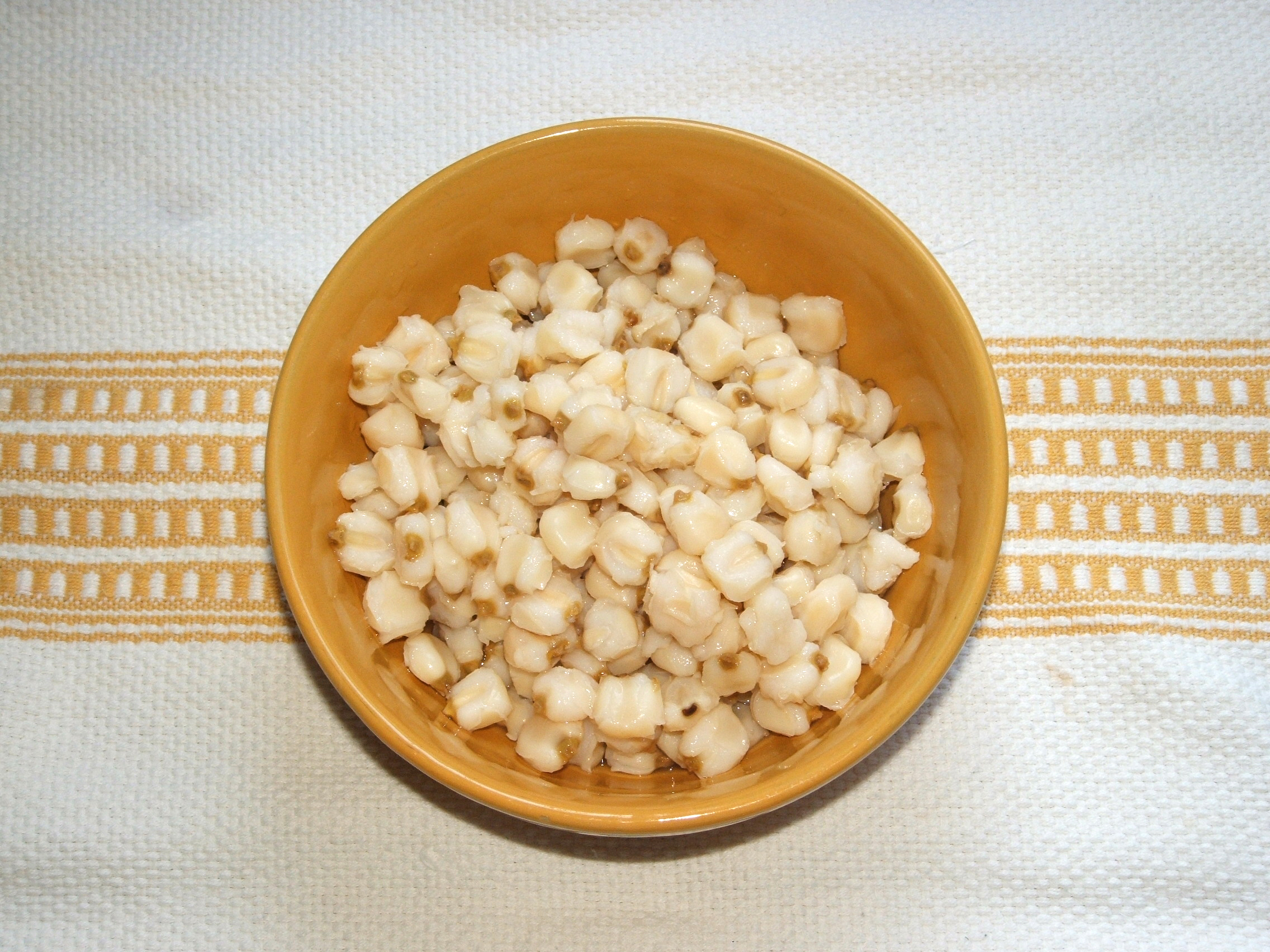
هومینی پخته‌شده

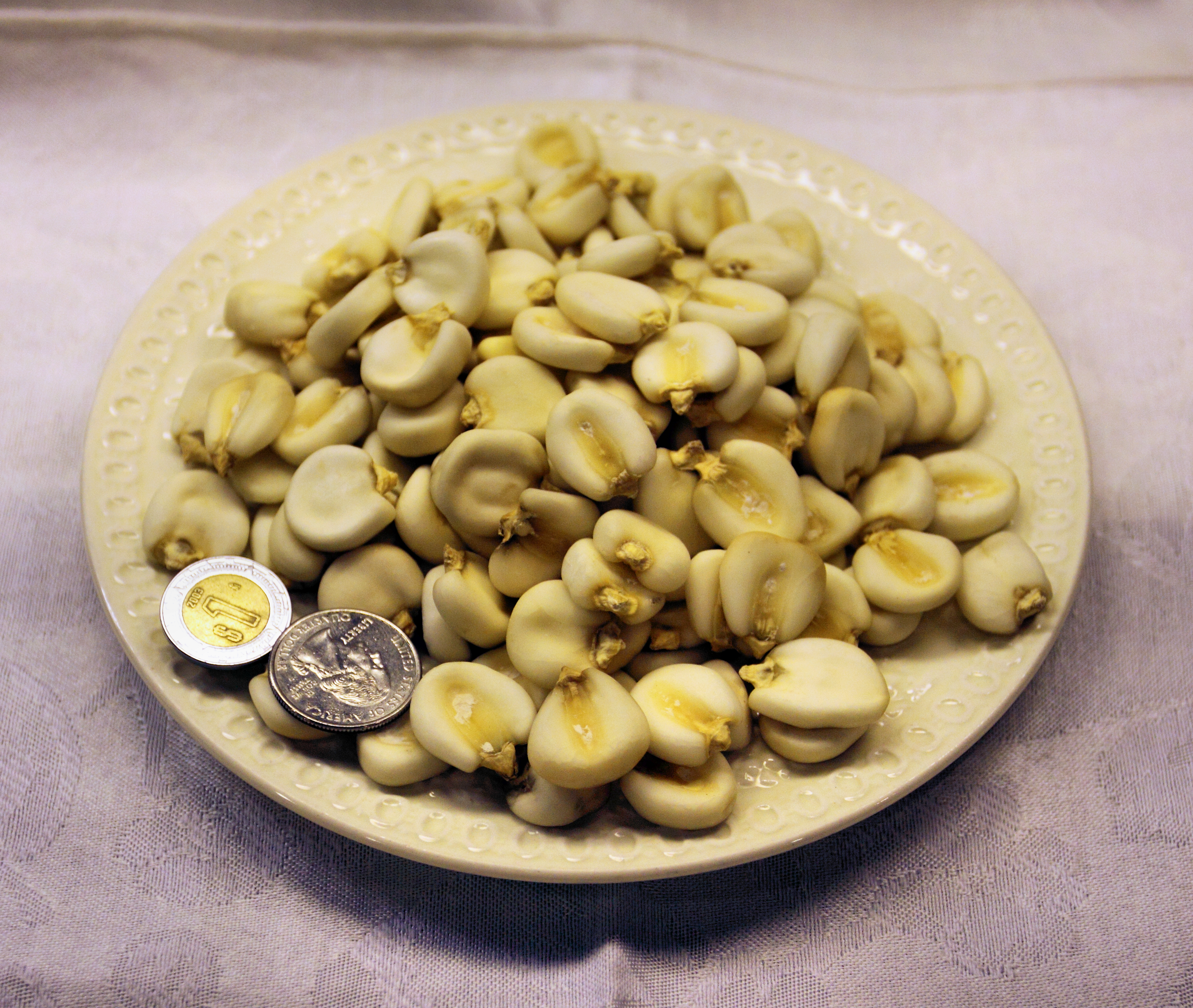
هومینی خام (ناپخته) در کنار یک سکهٔ ۲۵ سنتی و سکهٔ ۱ پزوئی مکزیک به منظور مقایسهٔ اندازه هومینی با آنها

هومینی (انگلیسی: Hominy) با تلفظِ صحیحِ «هامِنی»، نام نوعی خوراکی است که از دانه‌های ذرت خشک‌شدهٔ فرآوری‌شده در قلیا تهیه می‌شود. در صنایع غذایی، به این روش فرآوری ذرت «نیکستامالیزِیشِـن» (Nixtamalization) می‌گویند. لای هومینی به نوعی از این خوراکی گفته می‌شود که با قلیاب درست می‌شود.

## طرز تهیه
برای تهیهٔ هومینی، دانه‌های ذرت (بلال) را خشک می‌کنند و سپس آنها را در lye یا همان آب‌قلیای رقیق (معمولاً سدیم هیدروکسید یا پتاسیم هیدروکسید) و همچنین آهک آب‌دیده (کلسیم هیدروکسید) و خاکسترِ چوب می‌خوابانند و گرما می‌دهند. سپس دانه‌ها را جدا می‌کنند و پس از شست‌وشو، آسیاب می‌کنند. به خمیر حاصله، «ماسا» (masa) می‌گویند که آنرا خشک می‌کنند و به شکل آرد درمی‌آورند.

## استفاده در آشپزی
در آمریکای مرکزی و مکزیک، از «ماسا» در تهیهٔ نوعی نوشیدنی غلیظ و حریره‌مانند به نام «آتُله» (Atole) استفاده می‌شود. گاهی به این نوشیدنی، شکلات و شکر هم اضافه می‌کنند که مبدل به «آتُلهٔ شکلاتی» می‌شود. همچنین با افزودن «آب نیشکر» و بادیان رومی به «آتُله»، «چامپورادو» (Champurrado) درست می‌کنند که نوعی نوشیدنی محبوب برای صبحانه است.
از دیگر غذاهای مشهوری که با هومینی تهیه می‌شود به «پوسوله» اشاره کرد.
در کشور جامائیکا نیز، از ترکیب هومینی با شیرعسلی، وانیل و جوز هندی، نوعی هریسه طبخ می‌کنند.
هومینی در دوران رکود بزرگ در ایالات متحده به یک غذای فقرا تبدیل شد. به همین دلیل، هنوز هم این غذا به ویژه در میان بازماندگان رکود بزرگ در جنوب ایالات متحده آمریکا انگ اجتماعی دارد.